# Anna Rasehorn
Anna Rasehorn (* 5. September 1991 in Augsburg) ist eine deutsche Politikerin (SPD). Seit Oktober 2023 ist Rasehorn Mitglied des Bayerischen Landtags.

## Leben
Anna Rasehorn absolvierte eine Ausbildung zur Altenpflegehelferin und war in ihrem Beruf tätig. Später nahm sie ein Studium der Rechtswissenschaften auf, das sie im Zusammenhang mit der Geburt ihres Sohnes unterbrach.

## Partei und Politik
Anna Rasehorn trat mit 16 Jahren in die Jusos und die SPD ein und bekleidet dort verschiedene Parteiämter. Sie gehörte von 2014 bis 2023 dem Stadtrat von Augsburg an. Bei der Landtagswahl in Bayern 2023 kandidierte sie im Stimmkreis Augsburg-Stadt-Ost und wurde über die Wahlkreisliste Schwaben in den Landtag gewählt.